# Rieni
Rieni é uma comuna romena localizada no distrito de Bihor, na região histórica da Crișana (parte da Transilvânia). A comuna possui uma área de 67.11 km² e sua população era de 3111 habitantes segundo o censo de 2007.